# Vita futurista
Vita futurista è un film del 1916 diretto e prodotto da Arnaldo Ginna, e scritto dal padre fondatore del Futurismo, Filippo Tommaso Marinetti. Della pellicola, andata perduta, rimangono solo alcuni fotogrammi superstiti.

## Storia e descrizione

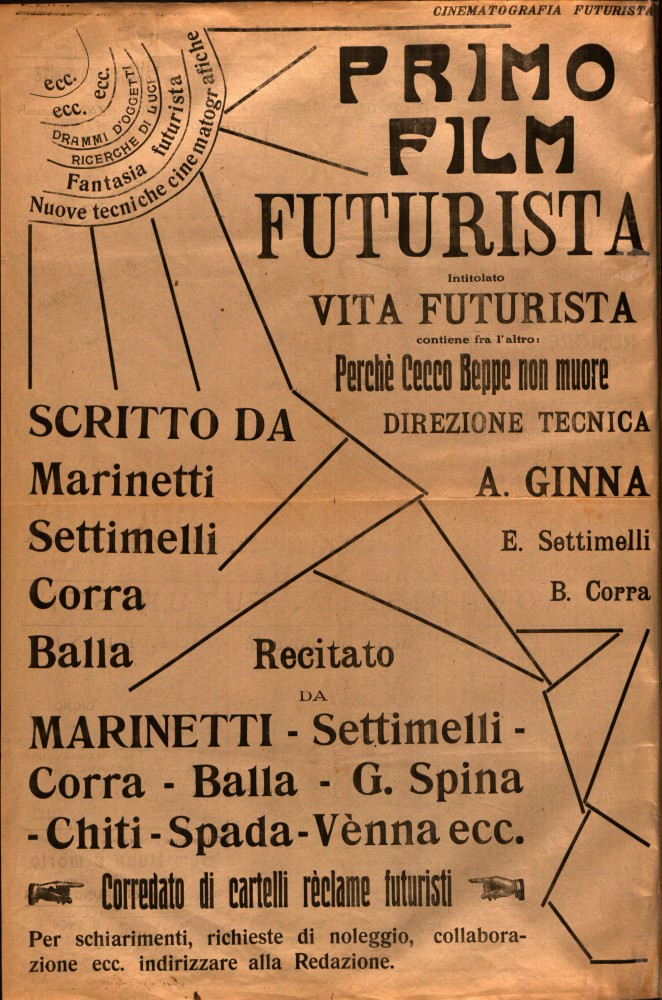
Anterprima del film Vita futurista in L'Italia futurista del 1 ottobre 1916

Si tratta del primo film espressamente futurista, girato mentre i futuristi Marinetti, Corra, Settimelli, Ginna, Balla e Chiti firmano il manifesto La cinematografia futurista (11 settembre 1916), che precorre le future realizzazioni dell'avanguardia cinematografica. L'opera era concepita secondo uno schema dissacrante e innovativo, dove un gruppo di futuristi (tra i quali Marinetti, Corra, Balla, Chiti e lo stesso Ginna) disturbava la quiete pubblica importunando i clienti dei caffè borghesi di Firenze. Del film resta una descrizione ne L'Italia futurista del 15 ottobre 1916, dove si legge che la pellicola era divisa in episodi fra i quali: Come dorme un futurista, Ginnastica mattutina, Colazione futurista, Ricerche d'ispirazione ‒ Dramma d'oggetti, Declamazione futurista, Discussione fra un piede, un martello e un ombrello, Passeggiata futurista, Lavoro futurista ‒ Quadri deformati idealmente ed esteriormente. Del film restano solo pochi fotogrammi: la Colazione futurista al ristorante La Loggia di piazzale Michelangelo, divenuto poi uno dei Locali storici d'Italia; la Danza dello splendore geometrico, dove si nota l'uso della sovrimpressione; la Cazzottatura futurista al parco delle Cascine dove recita lo stesso Marinetti.